# Jean Colin-Maillard
Jean Colin-Maillard of Jehan Coley Malhars (Hoei, eind 10e eeuw, begin 11e eeuw) was een volksheld uit Hoei, in het hertogdom Neder-Lotharingen. Zelfs met uitgestoken ogen vocht hij verder. Zijn naam is het Franse woord voor het spel blindemannetje.
Colin was de oorspronkelijke naam; de toevoeging Maillard komt van maillet of houten hamer.

## Levensloop
De eerste bron over Colin-Maillard was Jean d’Outremeuse, die 400 jaar na hem schreef in zijn Geste de Liège, een chanson de geste.
In het stadje Hoei leefde Jean Collin (10e eeuw). Mogelijk was het graafschap Hoei toen nog niet aangesloten bij het prinsbisdom Luik. In vele legenden werd Colin-Maillard wel als een Luiks strijder omschreven. Oorspronkelijk was Colin-Maillard een metser. Hij was groot van gestalte. De houten hamer was zijn instrument waarmee de mensen van Hoei hem herkenden.
Zoals de andere mannen van de stad, werd Colin-Maillard opgeroepen voor het slagveld toen de graaf van Leuven naderde. Lambert I, bijgenaamd met de Baard, was de graaf van Leuven en een van de vorsten in Neder-Lotharingen. De militie uit Hoei kreeg steun van de troepen van de prins-bisschop van Luik, Notger. Colin-Maillard trok in zijn plunje van metser ten strijde en was gewapend met de houten hamer van zijn werf. Colin-Maillard vocht als een bezetene, want de Leuvense soldaten kregen schrik van hem. Hij slaagde erin de graaf van Leuven te verwonden. De troepen van Leuven dropen af en Hoei vierde feest. Colin-Maillard, die groot van gestalte was, was de held.
Robert II de Vrome, koning van Frankrijk, sloeg hem tot ridder. Colin-Maillard trouwde met Jeanne, dochter van ridder Arnoult de Seille. Hij vocht nadien nog in dienst van de prins-bisschop van Luik. Zo vocht hij in 1015 in Florennes, opnieuw tegen de graaf van Leuven, en in 1017, tegen de Friezen. In deze laatste slag kreeg hij in elke oogbol een pijl geschoten. Hij trok beide pijlen uit zijn ogen en bond een doek rond zijn bloedende ogen. Blind vocht hij verder. Colin-Maillard werd omringd door spottende tegenstrevers die hem continu verwondden. Ondanks dat verwondde Colin-Maillard zelf vele soldaten. Hij stierf op het slagveld (1017).

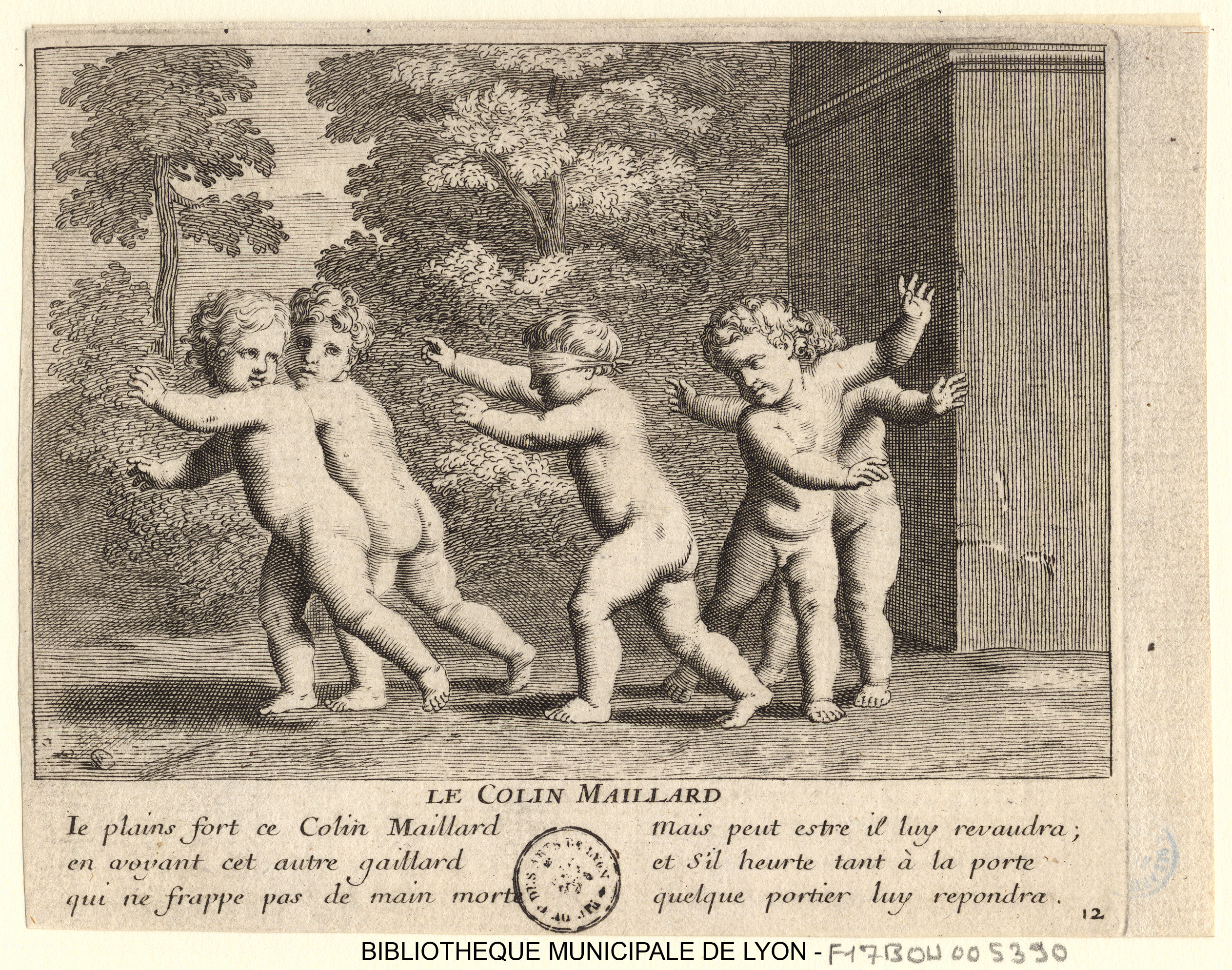
Colin-Maillard of blindemannetje

## Legende
Colin-Maillard kreeg de bijnaam le grand Maillard. Nadat Jean d’Outremeuse dit verhaald bekend maakte (14e eeuw), volgden nog andere verhalen rond de persoon van Colin-Maillard. Zo was er Laurent Mélart in zijn Histoire de la Ville et du Chasteau de Huy (1641). Colin-Maillard leefde toen al in legendes in het prinsbisdom Luik. De heren van het kasteel van Landreville (Bayonville) beweerden af te stammen van hem; ze plaatsten op de schoorsteen van hun kasteel een afbeelding van de vechtende en blinde Colin-Maillard.
Dankzij gezangen met hem als hoofdpersonage ontstond het spel blindemannetje. In het Frans wordt dit spel, ook vandaag, Colin-Maillard genoemd. Koning Lodewijk XIII van Frankrijk en koning Gustaaf Adolf van Zweden waren verzot op dit spel. In de stad Hoei werd blindemannetje een populair volksspel. Wandtapijten en schilderijen tonen het spel Colin-Maillard bij edellieden. Pas in de 19e eeuw werd het een populair spel voor kinderen.
In de 20e eeuw schreef Fernand Discry, stadsarchivaris van Hoei, La légende de Johan Coley Malhars. Discry omschreef hem als de Belgische Hercules.